# ヘンリー・ホランド (第3代エクセター公)
第3代エクセター公ヘンリー・ホランド（Henry Holland, 3rd Duke of Exeter, 1430年6月27日 - 1475年9月）は、イングランドの薔薇戦争中のランカスター派の貴族・軍人である。父はエクセター公ジョン・ホランド、母は第5代スタッフォード伯エドマンド・スタッフォードの娘アン。父方の祖母エリザベス・オブ・ランカスターはランカスター公ジョン・オブ・ゴーントの娘でヘンリー4世の同母姉でもあるため、ヘンリー6世は又従兄に当たる。

## 生涯
1447年に父が没した時にエクセター公領を継承、ヘンリー6世の血縁として非常に王位に近い貴族だった。しかしエクセター公は残酷で野蛮で気難しく気まぐれであったため、ほとんど支持を得られなかった。
また一時期、ロンドン塔の管理者でもあったため、その後ロンドン塔の拷問台は「エクセター公の娘」と呼ばれるようになった。1447年にヨーク公リチャードの娘アン・オブ・ヨーク（エドワード4世の姉）と結婚したが、それでもヨーク派に敵対していて、ウェイクフィールドの戦い（1460年）と第二次セント・オールバンズの戦い（1461年）という、ランカスター派にとっては快勝をした時の指揮官であった。
だがエクセター公も常勝将軍だったわけではなく、タウトンの戦い（1461年）ではランカスター派の指揮官として大敗している。彼は戦後スコットランドに逃げて、後に同じく追放された王妃マーガレット・オブ・アンジューとフランスで合流している。エクセター公は訴追され、財産と所領は全て別居中の妻の物となったが、1470年のヘンリー6世の短い復位期間にエクセター公は地位と財産の多くを取り戻すことができた。
1471年のバーネットの戦いで、エクセター公はランカスター派の左翼を指揮した。この戦いでランカスター派は大敗し、自身も重傷を負って戦死したと思われたが、何とか生き残った。だがその後、彼は捕らえられ収監され、アンとは1474年に離婚した。翌1475年、エクセター公はエドワード4世のフランス遠征に「志願」したが、帰りの航海の最中、船外に転落して溺死した。一部では国王の命令で船外に放り出されたという説もある。息子がなかったため、エクセター公位は消滅した。
1人娘アン（1455年頃 - 1475年頃）はドーセット侯トマス・グレイと結婚した。
| 公職                  | 公職                                           | 公職          |
| --------------------- | ---------------------------------------------- | ------------- |
| 先代 サフォーク公     | 海軍司令長官 Lord High Admiral 1450年 - 1461年 | 次代 ケント伯 |
| イングランドの爵位    |                                                |               |
| 先代 ジョン・ホランド | エクセター公 1447年 - 1475年                   | 次代 消滅     |